# Ma'aleh Aqrabbim

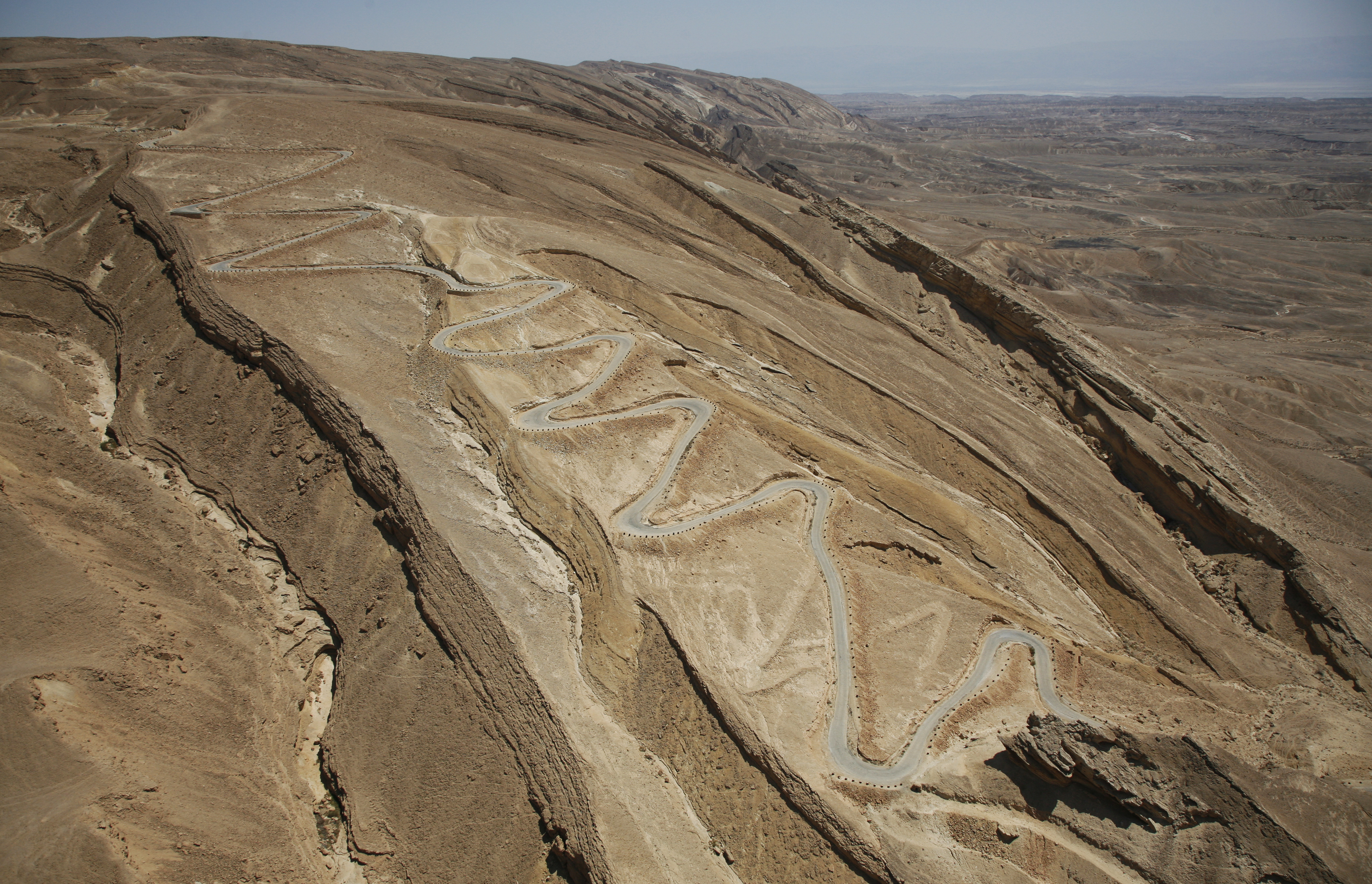
Ma'ale Aqrabbim.

Ma'ale Aqrabbim, de l'hébreu מַעֲלֵה עַקְרַבִּים (ma˓ăleh ˓aqrabbîm), « la montée des Scorpions », est une route dans le désert du Néguev en Israël. Elle est située à l'est du Makhtesh ha-Katan et relie les hauteurs du Néguev à la vallée de la Aravah.
Dans la Bible hébraïque, Ma'ale Aqrabbim est une des limites sud du territoire de Juda. Les Romains y aménagent une route pour relier les ports de la mer Méditerranée à Eilat, contribuant ainsi à la prospérité de la ville de Mamshit.

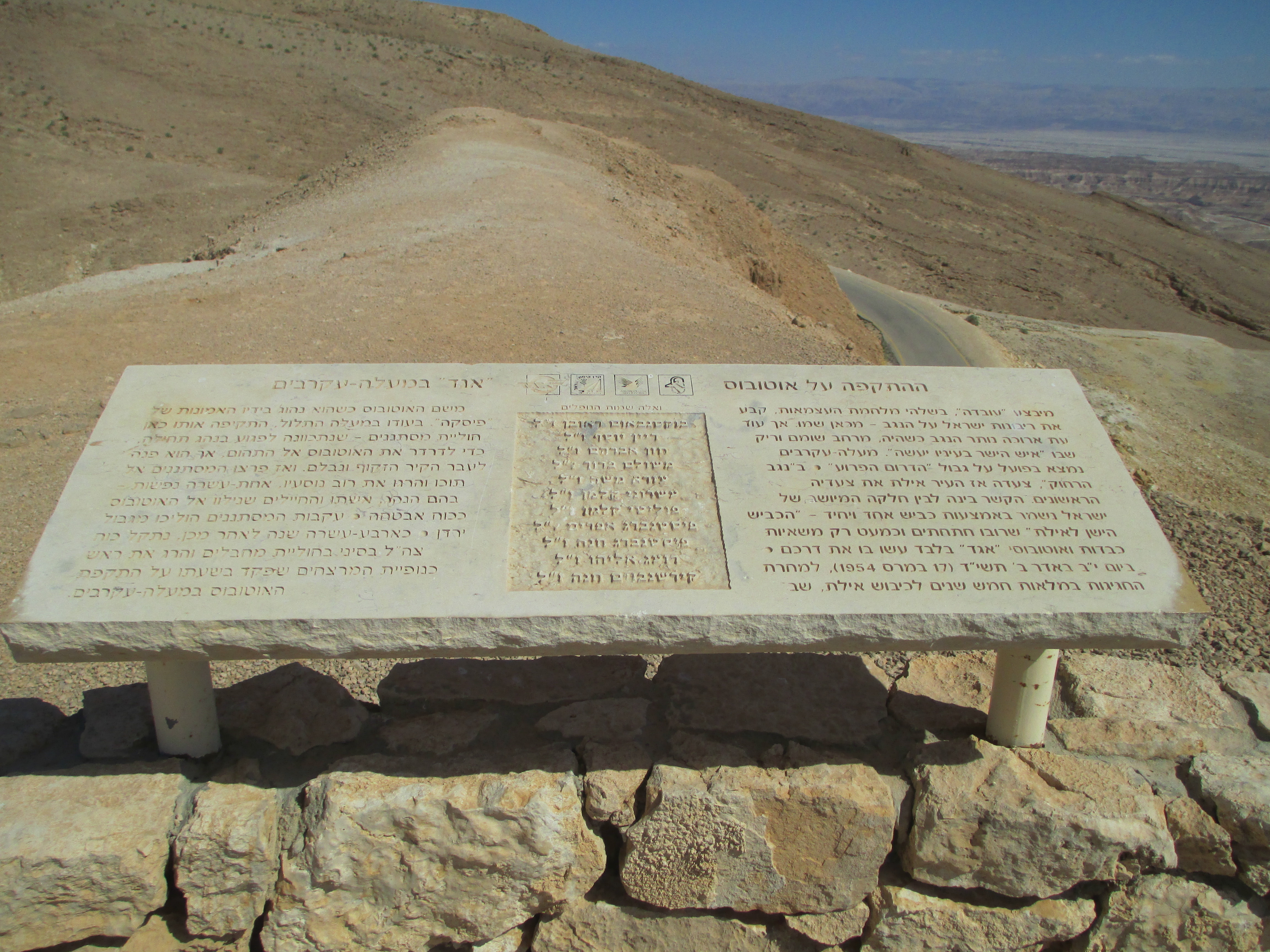
Plaque commémorant le massacre du 17 03 1954.

Le 17 mars 1954, des terroristes y attaquent un bus de la compagnie Egged qui revenait d'Eilat et massacrent onze personnes.

## La route romaine
La route romaine passe à l'ouest de la route moderne. Elle est aussi appelée « Ma˓ale Ṣafir » (en arabe « Naqb eṣ-Ṣafr) ». Elle est construite sur l'une des pentes les plus escarpées du Néguev, avec un dénivelé de 350 m de hauteur. Dans sa section la plus raide, la distance à vol d'oiseau est de 1,9 km, mais en comptant les virages, la route romaine fait en pratique 2,5 m de long. Dans ce secteur, la pente moyenne de l'escarpement est de 36%. Afin de limiter la pente de la route à 20%, les Romains ont  aménagé de nombreux virages en lacets. Lorsque les virages sont insuffisants, des marches de 10 à 20 cm de haut sur 1 à 1,5 m de long sont taillées dans le sol. Dans les zones les plus raides, la route est soutenue par un mur. Lorsque la roche est endommagée, elle est complétée par un pavement. La route est protégée par trois forteresses : Mesad Safir en haut sur une colline dominant la région, Hurvat Safir là où la route devient raide et Rogem Safir en bas.
Pour les Romains, l'objectif de cette route est de relier la mer Méditerranée à la mer Rouge, en particulier au golfe d'Eilat. La longueur totale de la route, de Gaza à Eilat, est de 270 km. Ma'ale Aqrabbim en constitue la seule montée. La section de Ma'ale Aqrabbim relie en particulier la ville de Mamshit au fort romain de ˓Ein Ḥaṣeva, soit 32 km. Depuis Eilat, la route permet aussi de rejoindre Jérusalem, via Arad et Hébron.  